# Korenić Brdo
Korenić Brdo is een plaats in de gemeente Bosiljevo in de Kroatische provincie Karlovac. De plaats telt 2 inwoners (2001).